# Havdála
Havdála (hebrejsko הבדלה) je judovski verski recital, ki simoblizira konec šabata in najavlja prihod novega tedna. V judovskem izročilu časovno mejo predstavlja sobotni sončni zahod.
Citat Havdále se lahko prične brati po sončen zahodu, ko so na nočnem nebu razločno razvidne tri zvezde. Nekatere judovske skupnosti z obredom odlašajo do kasnejših ur. Razlog je časovno podaljašanje judovskega svetega dne. V kolikor ciatator ne utegne opraviti branja v soboto zvečer, se ta lahko opravi do večernih ur torka.
Havdála je navadno citirana ob košer vinu ali košer grozdnem soku. Če omenjeni pijači nista dosegljivi, so lahko uporabljene tudi druge, z izjemo vode. Ob zaključku šabata se prižge obredna sveča, katera pa mora vsebovati več kot en stenj. Ob tem poteka branje molitve, ob prižgani sveči pa so uporabljene aromatične dišave, katerih vonj se razširi po prostoru med zbranimi. 
Ena od namer obreda je uporaba vseh petih čutil prisotnega: okušati vino, vonjati aromatične dišave, videti ogenj sveče in čutiti toplino le-te ter prisluhniti molitvi.
Molitveno besedilo ob Havdáli vsebuje štiri blagoslove: blagoslov vina, arome, sveče ter ločitve med zemeljskim in spiritualnim.